# Valerie Amos
Valerie Ann Amos, baronessan Amos, född 1954 i Guyana, är en brittisk politiker och diplomat.
Valerie Amos föddes i dåvarande Brittiska Guyana och har studerat vid universiteten i Warwick, Birmingham och East Anglia. Hon började sin karriär med arbete inom jämlikhetsfrågor på kommunal nivå i London och sedan på nationell nivå. År 1997 adlades hon till baronessa Amos av Brondesbury, i London Borough of Brent. Amos ersatte den avgångna Clare Short som biståndsminister år 2003, och blev därmed första svarta kvinnan att vara brittisk minister, och även en av få ministrar från brittiska överhuset. Senare samma år blev hon istället överhusets ledare när Lord Williams av Mostyn plötsligt dog, och det ämbetet innehade hon till 2007.
Brittiska regeringen nominerade henne 2005 till ledarposten i FN:s utvecklingsprogram. Hon var mellan 2010 och 2015 vice generalsekreterare för UNOCHA, FN:s avdelning för humanitär hjälp. År 2015 blev Amos istället direktör på School of Oriental and African Studies, och gick 2020 vidare till att leda University College, Oxford.

## Utmärkelser
- Companion of Honour (2016)[13]
- Ledamot av Strumpebandsorden (2022)[14]